# Rally Dakar de 2004
El Rally Dakar de 2004, la vigesimosexta edición de esta carrera rally raid, se realizó del 1 al 18 de enero de ese año. El trayecto total de esta versión, que se extendió entre Clermont-Ferrand y Dakar, fue de 9506 km y se disputó por rutas de Francia, España, Marruecos (con el Sahara Occidental incluido), Mauritania, Malí, Burkina Faso y Senegal.
Participaron un total de 142 coches, 195 motocicletas y 63 camiones, de los cuales llegaron a la final 60, 65 y 38, respectivamente.

## Recorrido
| Etapa | Fecha       | Origen                | Destino               | Total (km)      |
| ----- | ----------- | --------------------- | --------------------- | --------------- |
| 1     | 1 de enero  | Clermont-Ferrand      | Narbona               | 396             |
| 2     | 2 de enero  | Narbona               | Castellón de la Plana | 563             |
| 3     | 3 de enero  | Castellón de la Plana | Tánger                | 865             |
| 4     | 4 de enero  | Tánger                | Er Rachidia           | 752             |
| 5     | 5 de enero  | Er Rachidia           | Uarzazat              | 575             |
| 6     | 6 de enero  | Uarzazat              | Tan-Tan               | 803             |
| 7     | 7 de enero  | Tan-Tan               | Atar                  | 1055            |
| 8     | 8 de enero  | Atar                  | Tidjikja              | 393             |
| 9     | 9 de enero  | Tidjikja              | Néma                  | 739             |
| 10    | 10 de enero | Néma                  | Mopti                 | 910*            |
| 11    | 11 de enero | Mopti                 | Bobo-Dioulasso        | 747 *           |
|       | 12 de enero | Día de descanso       | Día de descanso       | Día de descanso |
| 12    | 13 de enero | Bobo-Dioulasso        | Bamako                | 666             |
| 13    | 14 de enero | Bamako                | Ayoûn el Atroûs       | 734             |
| 14    | 15 de enero | Ayoûn el Atroûs       | Tidjikja              | 551             |
| 15    | 16 de enero | Tidjikja              | Nuakchot              | 651             |
| 16    | 17 de enero | Nuakchot              | Dakar                 | 647             |
| 17    | 18 de enero | Dakar                 | Dakar                 | 106             |

- Etapas 10 y 11 anuladas debido a malas condiciones climáticas.

## Vencedores por etapas
| Etapa | Motocicletas      | Coches               | Camiones          |
| ----- | ----------------- | -------------------- | ----------------- |
| 1     | Matteo Graziani   | Kenjiro Shinozuka    | Vladimir Chagin   |
| 2     | David Frétigné    | José Maria Servia    | etapa cancelada   |
| 3     | David Frétigné    | Giniel de Villiers   | Gérard de Rooy    |
| 4     | Fabrizio Meoni    | Ari Vatanen          | Firdaus Kabirov   |
| 5     | Isidre Esteve     | Stéphane Peterhansel | Vladimir Chagin   |
| 6     | Nani Roma         | Hiroshi Masuoka      | Vladimir Chagin   |
| 7     | Richard Sainct    | Hiroshi Masuoka      | Vladimir Chagin   |
| 8     | Nani Roma         | Stéphane Peterhansel | Karel Loprais     |
| 9     | Cyril Despres     | Hiroshi Masuoka      | Firdaus Kabirov   |
| 10    | Etapas canceladas | Etapas canceladas    | Etapas canceladas |
| 11    | Etapas canceladas | Etapas canceladas    | Etapas canceladas |
|       | Día de descanso   |                      |                   |
| 12    | Cyril Despres     | Luc Alphand          | Firdaus Kabirov   |
| 13    | David Frétigné    | Colin McRae          | Karel Loprais     |
| 14    | Cyril Despres     | Luc Alphand          | Firdaus Kabirov   |
| 15    | Fabrizio Meoni    | Hiroshi Masuoka      | Firdaus Kabirov   |
| 16    | Richard Sainct    | Jutta Kleinschmidt   | Firdaus Kabirov   |
| 17    | Cyril Despres     | Colin McRae          | Hans Stacey       |

## Clasificaciones finales
- Diez primeros clasificados en cada una de las tres categorías en competencia.

### Motos
| Rank. | Piloto                  | Marca  | Tiempo    |
| ----- | ----------------------- | ------ | --------- |
| 1     | Nani Roma               | KTM    | 55:56:28  |
| 2     | Richard Sainct          | KTM    | + 12:38   |
| 3     | Cyril Despres           | KTM    | + 44:31   |
| 4     | Alfie Cox               | KTM    | + 49:06   |
| 5     | Pål Anders Ullevålseter | KTM    | + 2:04:33 |
| 6     | Fabrizio Meoni          | KTM    | + 3:05:57 |
| 7     | David Frétigné          | Yamaha | + 3:26:54 |
| 8     | Carlo de Gavardo        | KTM    | + 4:14:02 |
| 9     | François Flick          | KTM    | + 4:25:35 |
| 10    | Jacek Czachor           | KTM    | + 5:31:56 |

### Coches
| Rank. | Piloto               | Copiloto           | Marca          | Tiempo     |
| ----- | -------------------- | ------------------ | -------------- | ---------- |
| 1     | Stéphane Peterhansel | Jean-Paul Cottret  | Mitsubishi     | 53:47:37   |
| 2     | Hiroshi Masuoka      | Gilles Picard      | Mitsubishi     | + 49:24    |
| 3     | Jean-Louis Schlesser | Jean-Marie Lurquin | Schlesser-Ford | + 3:00:33  |
| 4     | Luc Alphand          | Henri Magne        | BMW            | + 3:55:58  |
| 5     | Andrea Mayer         | Andreas Schulz     | Mitsubishi     | + 5:46:17  |
| 6     | Bruno Saby           | Matthew Stevenson  | Volkswagen     | + 6:54:03  |
| 7     | Giniel de Villiers   | François Jordaan   | Nissan         | + 8:06:11  |
| 8     | Grégoire De Mévius   | Alain Guehennec    | BMW            | + 9:34:45  |
| 9     | Thierry Magnaldi     | Didier Le Gal      | Honda          | + 10:00:36 |
| 10    | Nasser Al-Attiyah    | Marc Bartholome    | Mitsubishi     | + 10:01:28 |

### Camiones
| Rank. | Piloto             | Copiloto                           | Marca | Tiempo     |
| ----- | ------------------ | ---------------------------------- | ----- | ---------- |
| 1     | Vladimir Chagin    | Semen Yakubov Sergey Savostin      | Kamaz | 68:13:49   |
| 2     | Firdaus Kabirov    | Aydar Belyaev Dzhamil Kamalov      | Kamaz | + 53:38    |
| 3     | Gérard de Rooy     | Tom Colsoul Arno Slaats            | DAF   | + 1:28:28  |
| 4     | Ilgizar Mardeev    | Sergey Girya Eduard Kupriyanov     | Kamaz | + 6:50:20  |
| 5     | Yoshimasa Sugawara | Seiichi Suzuki Teruhito Sugawara   | Hino  | + 7:55:03  |
| 6     | André de Azevedo   | Tomáš Tomeček Jaromír Martinec     | Tatra | + 8:54:08  |
| 7     | Karel Loprais      | Petr Gilar Josef Kalina            | Tatra | + 10:17:03 |
| 8     | Hans Bekx          | Paul Flipsen Pierre Blom           | DAF   | + 10:22:52 |
| 9     | Hans Stacey        | Toon van Genugten Eddy Chevaillier | DAF   | + 12:08:28 |
| 10    | Peter Reif         | Gunter Pichlbauer                  | MAN   | + 17:27:33 |